# 3961 Артуркокс
3961 Артуркокс (1962 OB, 1962 PQ, 1962 QL, 1978 GG, 1979 OF14, 1979 QJ7, 1980 WL, 3961 Arthurcox) — астероїд головного поясу, відкритий 31 липня 1962 року.
Тіссеранів параметр щодо Юпітера — 3,353.